# Friedrich Colloredo-Mannsfeld
Friedrich Colloredo-Mannsfeld, také Bedřich Colloredo-Mannsfeld, zvaný Fritzi (celým jménem německy Friedrich Hieronymus Heinrich Richard Maria Graf von Colloredo-Mannsfeld; 3. dubna 1917 Berlín – 29. července 1991 Öblarn) byl český šlechtic z rodu Colloredo-Mannsfeld. Jeho syn Jerome (Hieronymus X.) je 9. knížetem a majitelem statků Dobříš se zámkem a Zbiroh.

## Život
Narodil se jako čtvrtý a nejmladší syn Hieronyma (Jeronýma) VIII. Colloredo-Mannsfelda (1870–1942) a jeho manželky Berty Kolowrat-Krakowské (1890–1982). Doma ho oslovovali Fritzi. Měl bratry Josefa (1910–1990), 7. knížete, Jeronýma (Hieronyma, 1912–1998), 8. knížete, a Vikarda (Weikharda, 1914–1946). Sourozenci vyrůstali bez matky, ta se totiž zamilovala do amerického černošského zpěváka Rolanda Hayese (1887–1977) a rodinu opustila.
V roce 1918 se rodiče usadili na zámku Zbiroh. Jak bylo ve vyšší společnosti běžné, měl Friedrich soukromé učitele. Základní školu vychodil externě. Potom byl zapsán na internátní škole na zámku Neubeuern v Bavorsku.
V roce 1929 ho spolu s bratry adoptoval bezdětný strýc Josef II. Colloredo-Mannsfeld (1866–1957), 6. kníže, a už v roce 1925 jim předal rodový majetek. Sourozenci byli tehdy ovšem ještě nezletilí. Friedrich jako nejmladší syn získal pouze menší majetek v Rakousku. Strýci žijícímu ve Francii museli sourozenci vyplácet vysokou rentu. Doživotním  ústředním ředitelem všech colloredovských majetků v Československu se stal otec.
Před okupací Československa odešel do Rakouska a posléze žil ve Švýcarsku. V roce 1942 byli všichni členové rodu, včetně těch žijících v zahraničí, prohlášeni za nepřátele říše a veškerý jejich majetek v Čechách a Rakousku byl zabaven Německou říší. V roce 1944 se Friedrich v Londýně připojil k československé zahraniční brigádně.
Friedrich emigroval v roce 1948 do Spojených států amerických. Vyučoval literaturu a historii na univerzitě v Illinois. Později se přestěhoval do Rakouska a po roce 1989 se chtěl přestěhovat zpět do Československa.

## Rodina
Poprvé se oženil v St. Moritz 4. května 1946 s Christou von Kries (4. 6. 1922 Hamburg – 12. 9. 1972 Dubrovník), dcerou Curta von Kries a jeho manželky Anny von Schmidt-Pauli. V roce 1955 se rozvedli. Podruhé se oženil ve Vídni 20. října 1975 s už rozvedenou Martine Andrieux (* 8. 5. 1937 Saigon). I toto manželství bylo rozvedeno.
V prvním manželství se narodily dvě děti:
- 1. Jerome (Hieronymus X.) (* 16. 3 1949 Monmouth, Illinois, USA), od roku 1998 9. kníže
  - ⚭ (14. 6. 1975 Öblarn, rozvedeni 1977, manželství anulováno 1982) Alexandra von Glasenapp (* 26. 2. 1955 Mnichov)
  - ⚭ (26. 7. 1979 Víde) Livia-Anna Fuchs (* 3. 5. 1956 Praha)
- 2. Isabella (* 29. 2. 1952 Ženeva), vystudovala veterinářství